# Palais des comtes d'Óbidos
 (janvier 2023).
Le Palais des Comtes d'Óbidos, également appelé Palácio da Rocha car il se trouve au sommet d'un énorme rocher visible depuis le Tage, aujourd'hui en grande partie rasé et recouvert, a été construit par D. Vasco de Mascarenhas au XVIIe siècle, dans la paroisse d'Estrela, à Lisbonne. Il est le siège actuel de la Croix-Rouge portugaise.
Le Palais des Comtes d'Óbidos est classé Bien d'Intérêt Public depuis 1993.

## Histoire
Depuis le 30 juin 1919, il fait partie du patrimoine de la Croix-Rouge portugaise, lorsqu'il est acheté au comte d'Óbidos D. Pedro de Melo de Assis Mascarenhas, à l'époque du 8e président de la Croix Rouge Portugaise.
À cette époque, la zone principale était louée au Club anglais qui, avec l'entrée de la nouvelle organisation, devint l'Académie portugaise d'histoire.
Il a également servi, pendant la Seconde Guerre mondiale, d'infirmerie pour les prisonniers des puissances belligérantes.
C'était aussi la résidence de l'artiste Jorge Colaço, auteur d'un grand et beau panneau d'azulejos, exposé sur la terrasse, faisant allusion à l'arrivée au Pays de Vera Cruz, au Brésil, des premiers occidentaux avec Pedro Álvares Cabral.
Avec le changement définitif des services de la Société portugaise de la Croix-Rouge, le bâtiment subit une rénovation et une décoration complètes.
En 1993, il a été classé bien d'intérêt public et une grande partie de son utilisation est destinée à l'organisation d'événements sociaux et culturels.